# Marte e Venere sorpresi da Vulcano
Marte e Venere sorpresi da Vulcano è un dipinto ad olio su tela (164x71 cm) realizzato nel 1754 dal pittore francese François Boucher.
È conservato nella Wallace Collection di Londra.
La tela raffigura Venere, moglie di Vulcano, ed il suo amante Marte.

## Quadri simili
Diversi sono i pittori che nel corso dei secoli hanno dipinto l'episodio. Tra gli altri si cita Venere e Vulcano del Tintoretto, Venere e Marte del Botticelli e Venere e Marte di Piero di Cosimo.